# Maxus G10
La Maxus G10 è un'autovettura prodotta dalla casa automobilistica cinese Shanghai Automotive Industry Corporation (SAIC) con marchio Maxus dall'ottobre 2014. Per il mercato australiano, la vettura viene venduta con il nome LDV G10, mentre per quello indiano come MG G10.

## Profilo

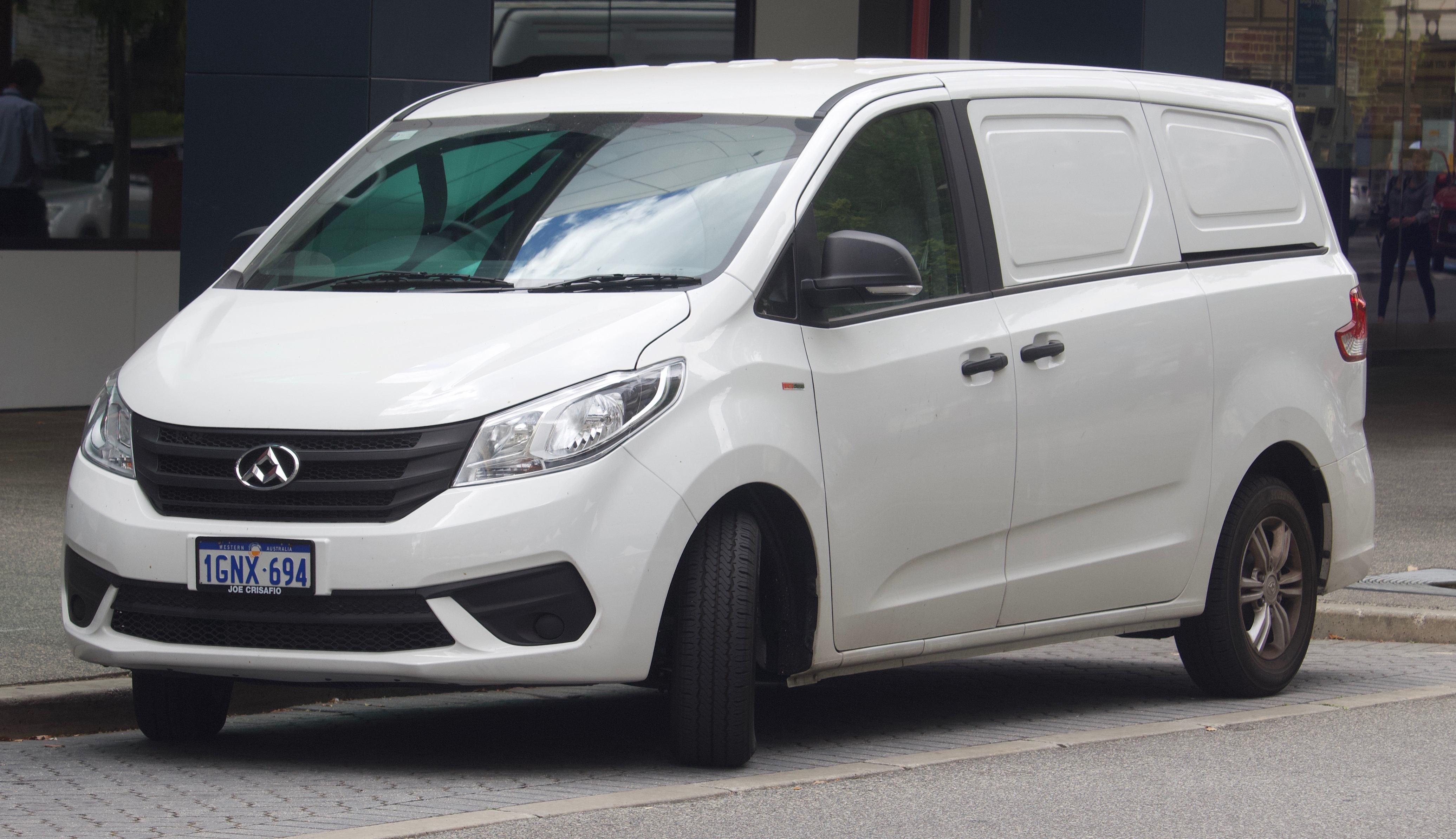
LDV G10 Van

La Maxus G10 è la seconda vettura prodotta con il marchio Maxus dopo il furgone Maxus V80. La Maxus G10 è disponibile in configurazioni 7, 9 e 10 posti. In Malesia è stata lanciata sul mercato nell'aprile 2016. La Maxus G10 è alimentata da un motore benzina a iniezione diretta turbocompresso da 2,0 litri in grado di erogare 225 CV a 5500 giri/min e 345 Nm a 4000 giri/min.

### Maxus EG10
All'inizio del 2016 ha debuttato sul mercato cinese il furgone elettrico Maxus EG10. Basato sul Maxus G10 e con un'autonomia di 150 chilometri, l'EG10 è alimentato da un motore elettrico con una potenza di 204 CV e 800 Nm di coppia.